# Курутоб
Куруто́б (тадж. Қурутоб) — блюдо таджикской кухни. Является одним из самых известных и древнейших блюд этой кухни.
Технология приготовления разнообразна и варьирует от региона к региону. Данное блюдо также готовится в некоторых районах Узбекистана, Афганистана, Пакистана и Ирана. Его традиционно едят руками.

## Ингредиенты
Основными компонентами данного блюда являются чакка (сузьма или расплавленный курт), катык или кефир, слоёная лепёшка фатир, льняное масло, помидоры, огурцы, зелень, лук и соль. В некоторых вариантах используется молоко, сливочное или хлопковое масло, красный или чёрный перец и другие продукты.

## Технология приготовления

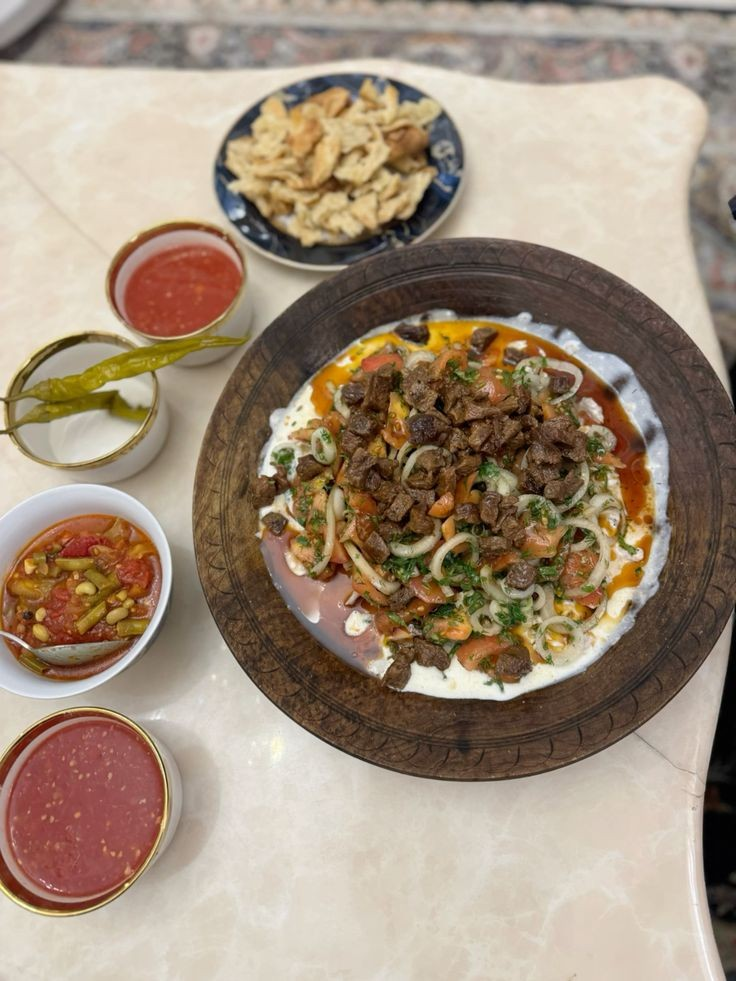
Курутоб с мясом

Технология приготовления курутоба разнообразна и варьирует от региона к региону. Каждый регион исключает или добавляет в состав блюда ингредиент. Блюдо готовится в круглой и слегка глубокой глиняной или деревянной тарелке (тавок).
Традиционной технологией приготовления является данный метод: сначала ломают на мелкие куски слоёную лепёшку фатир (иногда используется обычная лепёшка). Затем добавляют в тёплую воду творог или курт и смешивают, положив немного соли. В эту жидкую творожную массу добавляют куски фатира. После этого обжаривают в нагретом льняном масле (иногда используется сливочное или хлопковое масло) нарезанные луковицы. Далее, обжаренный на масле лук выкладывают сверху вместе с маслом на тарелку с творожной массой и кусками фатира. Потом сверху выкладывают свежий измельчённый репчатый лук, помидоры, огурцы и посыпают свежей зеленью.
В ещё одном распространённом методе лук не обжаривается в масле. Все вышеперечисленные ингредиенты выкладываются сверху (кроме лука и зелени) и заливаются горячим льняным или другим маслом, а затем посыпаются свежим нарезанным луком и зеленью.
Классический рецепт не содержит мясных ингредиентов, но  вариант блюда, курутоб с мясом также достаточно популярен. Для его приготовления используется баранина или говядина. Мясо нарезается на тонкие ломтики и обжаривается на растительном масле. Обжаренные ломтики мяса укладываются поверх овощей и фатира уже политого жидким курутом и маслом. Сверху блюдо посыпается мелко нарезанной зеленью.